# 俞輔廷
俞輔廷，字玉階，贵州榕江人，清朝政治人物、同進士出身。
道光二十四年（1844年）甲辰科進士，三甲三十九名，后官廣東知縣。